# カニ・マランジャンドゥ
カニ・マランジャンドゥ（Kani maranjandu）は、樹上性のカニの一種。2017年に発見された。現在までにインドのケーララ州にある西ガーツ山脈の森林でのみ観察されている。

## 分類
この種のために新たな属が設立された。属名のKani は現地のカニ族に由来する。

## 特徴
独特の背甲と雄の腹部の構造、非常に長い歩脚などの特徴からオカガニ科の他のカニと区別される。完全な樹上性で、小さな樹洞に溜まる水を利用し生存している。